# Mark Taimánov
Mark Yevguénievich Taimánov (en ucraniano: Марк Євгенійович Тайманов, en ruso: Марк Евге́ньевич Тайма́нов; Járkov, Ucrania, 7 de febrero de 1926-San Petersburgo, Federación Rusa, 28 de noviembre de 2016 fue un ajedrecista y pianista ruso que representó en el campo internacional a la extinta Unión Soviética.
Taimanov nació en la ciudad ucraniana de Járkov, si bien la familia se mudó a los seis meses a San Petersburgo. Allí, a los ocho años, comenzó sus estudios en una escuela musical, si bien participaba en torneos escolares de ajedrez. Al año siguiente sería admitido en el Palacio de los Pioneros de Leningrado. Además consiguió un papel como protagonista infantil en la película Beethoven Concerto, producción soviética de 1937.
En 1945 consiguió, a los 19 años, el título de "Maestro de Deportes Soviético" del ajedrez. Cinco años más tarde se convertirá en Maestro Internacional. En 1952 consiguió el título de Gran Maestro y en 1953 jugó el torneo de candidatos celebrado en Zúrich, donde acabó octavo. Durante los años 1946 a 1956 se mantuvo entre los diez mejores jugadores del mundo. Llegó a disputar 23 campeonatos de la Unión Soviética, un récord solo igualado por Yefim Géler. En 1952 cayó derrotado ante Mijaíl Botvínnik, mientras que en 1956 venció a Yuri Averbaj y a Borís Spaski por el título de campeón soviético de ajedrez. Formó parte de los equipos olímpicos soviéticos en las Olimpiadas de 1956 y 1960.
Taimánov es recordado también por el contundente 6-0 que le encajó en 1971 en el torneo de Candidatos de Vancouver (Canadá) el estadounidense Bobby Fischer. Su derrota cayó como un jarro de agua fría sobre el gobierno soviético. Sus compañeros soviéticos, durante este mítico partido (que precedió a los aún más célebres partidos de Fischer contra Larsen y Petrosian) solían decirle al principio de la partida: "que gane el peor". En plena guerra fría lo tuvo difícil y cayó de la elite: se le privó de sus derechos, se le embargó el salario y no se le permitió abandonar el país; además de ser censurado en la prensa. Estas sanciones fueron retiradas por el Comité Central del PCUS, con motivo de su clasificación para el Torneo Interzonal de 1973. Ese mismo año ganó el Campeonato ajedrecístico de Leningrado.
Taimánov ha contribuido al enriquecimiento de la teoría de las aperturas ajedrecísticas. Influyó en variaciones de: la defensa siciliana (con ...e6 y ...Nc6), en la defensa Nimzo-India (4.e3 Nc6), la apertura moderna Benoni (con f2-f4), y la Defensa india del rey (con Ne1).
Durante su vida se casó hasta 4 veces. Con Lyubov Bruk, su primera mujer, formó un dúo de piano, y su tercera esposa era hija del ajedrecista Yuri Averbaj. Mark falleció a la edad de 90 años en San Petersburgo.